# François Naville

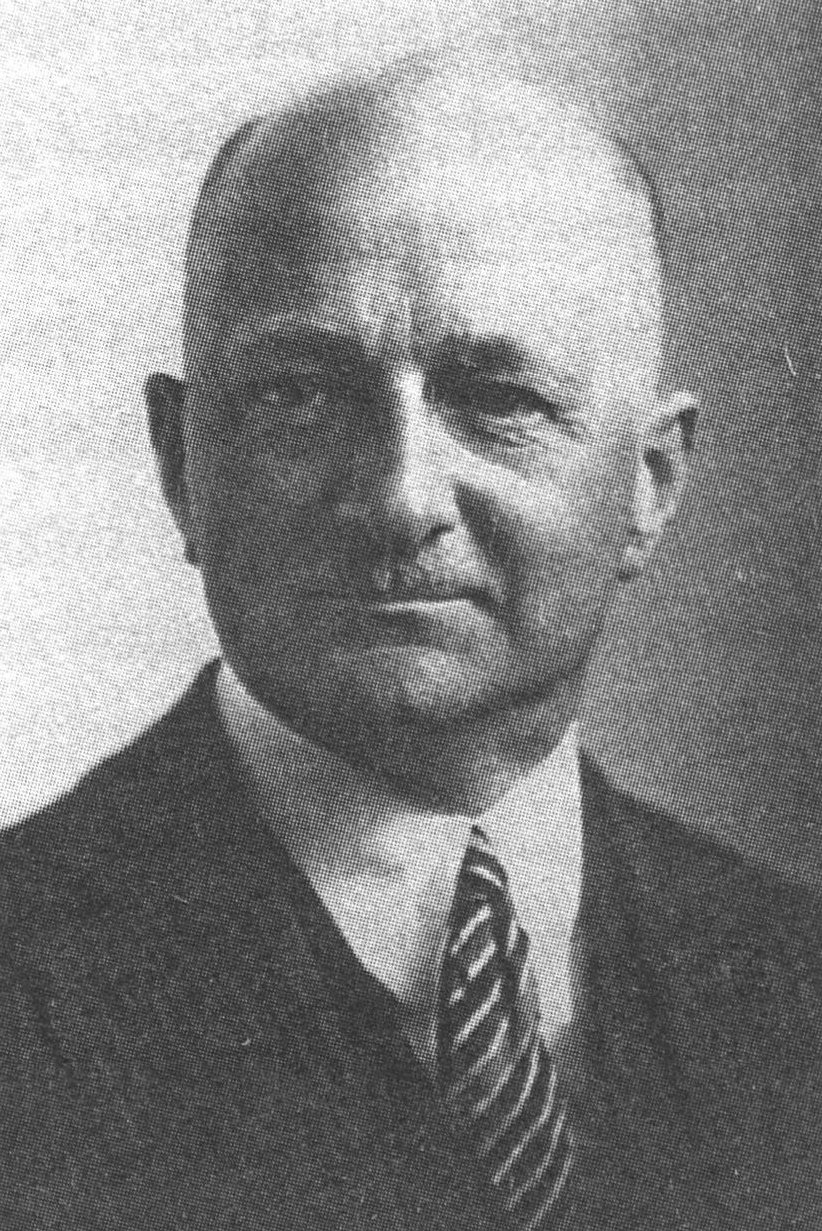
François Naville

François Naville (14 de junho de 1883 em Neuchâtel - 3 de abril de 1968 em Genebra) foi um médico suíço, especialista em medicina legal e professor na Universidade de Genebra.

## Carreira acadêmica
Naville estudou medicina nas Universidades de Genebra e Paris e fez Staatsexamen em 1907 e doutorado em 1910. Tratou primeiro com neurologia e psiquiatria infantil, e em 1912 tornou-se livre-docente em neurologia. Mais tarde, ele começou a se interessar para a criminologia clínica, até que, em 1928, tornou-se professor associado de medicina legal. Em 1934 ele foi nomeado professor ordinário e tornou-se diretor do Instituto de Medicina Legal da Universidade de Genebra.
Ele deu, junto com a psico-pedagoga Alice Descoeudres (1877-1963), palestras nas áreas de psicologia, psicanálise, medicina e fisiologia no Instituto Jean-Jacques Rousseau em Genebra.
Mas detalhadamente, "Francis Naville veio de uma família histórica e politicamente ligada ao "destino de Genebra", cujo ancestral Jacques Naville ganhou o "Bourgeos"(?) nesta cidade em 1506. O "filho pequeno" François Naville próprio o grande filósofo Ernest Naville (1816 - 1909) nasceu junho 14, 1883 em Neuchâtel, onde seu pai, Adrian Henri, ensinou filosofia na Academia, antes de ser chamado para a Universidade de Genebra. François Naville cursaram o ensino médio, em Genebra e Vencimentos obtidos em 1901. Ele então estudou medicina na Universidade de Genebra e de outras universidades suíças e estrangeiras, e recebeu em 1907, em Genebra, o médico suíço certificadas. É entre outros cursos em Dejerine em Paris e em Kraepelin, em Munique. Em 1910, depois de um ensaio sobre a loucura no exército suíço e os exércitos estrangeiros, o jovem Naville se torna um médico de medicina. Privat-Docente em Neurologia, em 1912 (tese sobre "Répétitoire" de doenças do sistema nervoso), dedicou-se principalmente a primeira neurologia e psiquiatria infantil e mais tarde se movendo para a criminologia clínica, mas sem renunciar a seu interesse em neuropsiquiatria. François Naville em 1928 foi nomeado professor extraordinário da medicina forense e em 1934, professor e diretor do Instituto de Medicina Legal da Universidade de Genebra Autor. importantes trabalhos de vários científica (19, 20), foi Presidente do Conselho de Fiscalização das classes de Inspetor psiquiátrica e médica da criança anormal do Cantão de Genebra e presidente da Sociedade Suíça de Neurologia Entre 1930 e 1932, e decano da Faculdade de Medicina Genebra a partir de 1948 a 1950. No exército, o professor Naville tinha o posto de tenente-coronel-1938-1941 era médico-chefe da fronteira I. brigadeiro reformado em duas etapas em 1952 e 1956, ele morreu de repente abril 13, 1968, em seus 85 anos."

## Especialista no caso Katyn
Naville estava envolvido essencialmente como especialista jurídico na "elucidação" do massacre de Katyn. Ele foi apontado pelas autoridades alemãs em 1943 para participar numa comissão de peritos para investigar o massacre e assumiu o cargo em uma base privada, mas verdadeiro, com a aprovação das autoridades suíças e do Comitê Internacional da Cruz Vermelha.
"Naville era um membro da Comissão Internacional de 1943 que as investigações como massacre Katyn. Enquanto diretor do Instituto de Medicina Legal da Universidade de Genebra, Naville foi o único especialista verdadeiramente "neutro" na comissão. Em abril de 1943, os membros da comissão visitaram os túmulos em Katyn e concluíram que os eventos tiveram lugar na primavera de 1940, ou seja, no período em que o território em questão estava sob a hegemonia soviética. Após o fim da Segunda Guerra Mundial, o Conselho Estadual de Genebra, mais especificamente, o membro do partido de Trabalho (comunista), o Sr John Vincent, colocou no dia 11 de setembro de 1946 a questão sobre o papel desempenhado pelo professor Naville no "Processo de Katyn". O Sr Vincent acusou-o de concordar com visita a Katyn e alegou que o massacre de Katyn foi o trabalho dos próprios alemães. Na sua resposta, Professor Naville descreveu as condições de utilização e aceitação de sua missão e manteve as conclusões do perito de 1943. Ele disse que, no que se refere à assinatura do relatório sobre Katyn, ele não teve "nenhuma tentativa de prestar serviço para os alemães, mas os poloneses e apenas a verdade." Não é, infelizmente, nem inteligência, nem o apoio da Cruz Vermelha nem do Departamento Político Federal. Essas instituições tivessem agido de uma forma estritamente pragmática, com o único propósito de não ofender o governo soviético e para evitar complicações diplomáticas. Queriam "não saber" quem foi o responsável o massacre de Katyn. Finalmente, em 1989, os soviéticos confirmaram que neste caso foi um dos crimes stalinistas mais terríveis.""
"Em abril, quase quarenta anos depois de sua morte, Francis Naville recebeu a Cruz de Comandante da Ordem do Mérito da República da Polónia. Prêmio póstumo, esta distinção veio cumprimentar uma coragem incomum científica."

## Jaccoud
Na década de 1960, Naville esteve envolvido na autópsia de Charles Zumbach (veja caso Pierre Jaccoud), onde ele tentou de evidenciar (erradamente) a prova de que a vítima e o acusado Pierre Jaccoud teriam o mesmo grupo sanguíneo 0); mas manifestaram-se dúvidas sobre a culpa do acusado Jaccoud.

## Publicações (seleção)
- Contribution à l’étude de l’aliénation mentale dans l’armée suisse et dans les armées étrangères: étude clinique, statistique, et de prophylaxis. Kündig, Genebra 1910 (Tese de doutorado)
- Etude anatomique du névraxe dans un cas d’idiotie familiale amaurotique de Sachs. Orell Füssli, Zurique 1917
- Résumé des publications de F. Naville, professeur ordinaire de médecine légale à l'Université de Genève. Imprimerie du Journal de Genève, Genebra 1938
- La réaction du floculation de Meinicke (M. T. R.) en médecine légale. Schwabe, Basileia 1941